# استگودیفوس
استگودیفوس (به انگلیسی: Stegodyphus) یک سرده از عنکبوت‌های مخملی است که برای اولین بار توسط Eugène Simon در سال ۱۸۷۳ توصیف شد. آنها از آفریقا تا اروپا و آسیا پراکنده‌اند و یک گونه (S. manaus) در برزیل یافت می‌شود. این نام از یونانی باستان στέγω (stegos) گرفته شده‌است، به معنی «پوشیده».